# タニタ
株式会社タニタ（英：TANITA CORPORATION）は、体重計など計測器のメーカー。

## 概要
シガレットケースや貴金属宝飾品などの製造販売を手がけた金属加工メーカーとして創業。独自の技術力で様々な製品を製造するが、かつてはOEMによる受託生産が主で、自社ブランド製品は少なかったという が、1992年の「乗るだけで計測できる体脂肪計」の発売と、1994年の世界初となる「家庭用体脂肪計付ヘルスメーター」を発売して以降、自社ブランドの確立に至ったという。
日本で初めて家庭用体重計を製造・販売。「ヘルスメーター」と命名した。世界で初めて体脂肪計や体組成計を製造・販売するなど、常に先進の健康機器を提供している。その他、料理はかり、タイマー、活動量計、歩数計、医療施設向け体組成計・体脂肪計等を製造・販売している。

## 沿革
- 1923年（大正12年）　谷田賀良倶商店を創業[2]。（創業家の読みは「たにだ」）
- 1944年（昭和19年）　株式会社谷田無線電機製作所を設立し、法人化。
- 1946年（昭和21年）　株式会社谷田製作所に商号変更。
- 1959年（昭和34年）　日本で初めて家庭用体重計を製造・販売。「ヘルスメーター」と命名
- 1963年（昭和38年）　日本第1号となるターンオーバー式のオーブントースターを完成[1]
- 1967年（昭和42年）　株式会社タニタ製作所に商号変更。
- 1972年（昭和47年）　営業部門を分社化し、株式会社夕二夕商事を設立。
- 1978年（昭和53年）　日本初、デジタル表示式ヘルスメーターを製造・販売
- 1986年（昭和61年）　株式会社夕二夕商事を合併し、株式会社タニタに商号変更。
- 1992年（平成4年）　世界初となる「乗るだけで計測できる体脂肪計」を製造・販売
- 1993年（平成5年）　子会社・株式会社タニタ秋田を設立。
- 1994年（平成6年）　世界初となる「家庭用脂肪計付きヘルスメーター」を製造・販売
- 2000年（平成12年）　世界初となる業務用体組成計を製造・販売
- 2003年（平成15年）　家庭用体組成計を製造・販売
- 2004年（平成16年）
  - 世界初となる家庭用8電極式体組成計を製造・販売
  - 「タニタ健康大賞」の表彰を開始
- 2007年（平成19年）　体脂肪計となる体組成計、累計生産台数2000万台突破
- 2010年（平成22年）　世界初となるSDメモリーカード搭載体組成計を製造・販売
- 2012年（平成24年）　
  - 「丸の内タニタ食堂」オープン
  - 読売旅行とタイアップした、「タニタ生活体感ツアー」を実施
- 2013年（平成25年） タニタ健康プログラムが「第2回健康寿命をのばそう！アワード」で厚生労働大臣最優秀賞を受賞
- 2014年（平成26年） タニタコリア設立
- 2016年（平成27年） つくばウエルネスリサーチと提携し自治体向けに健康支援サービスを開発[3]
- 2017年（平成28年） イギリスにマンチェスターオフィスを開設
- 2018年（平成30年）
  - コア技術研究所開設
  - ドイツにシュトゥットガルトオフィス開設
  - ホーチミン駐在員事務所開設

### 歴代社長
- 創業から
- 谷田製作所（法人化）以降
  - 谷田五八士（昭和21年～）
  - 神谷茂（昭和48年～）
  - 谷田大輔（昭和62年～）
  - 谷田千里（平成20年～）

## 社員食堂と外食事業

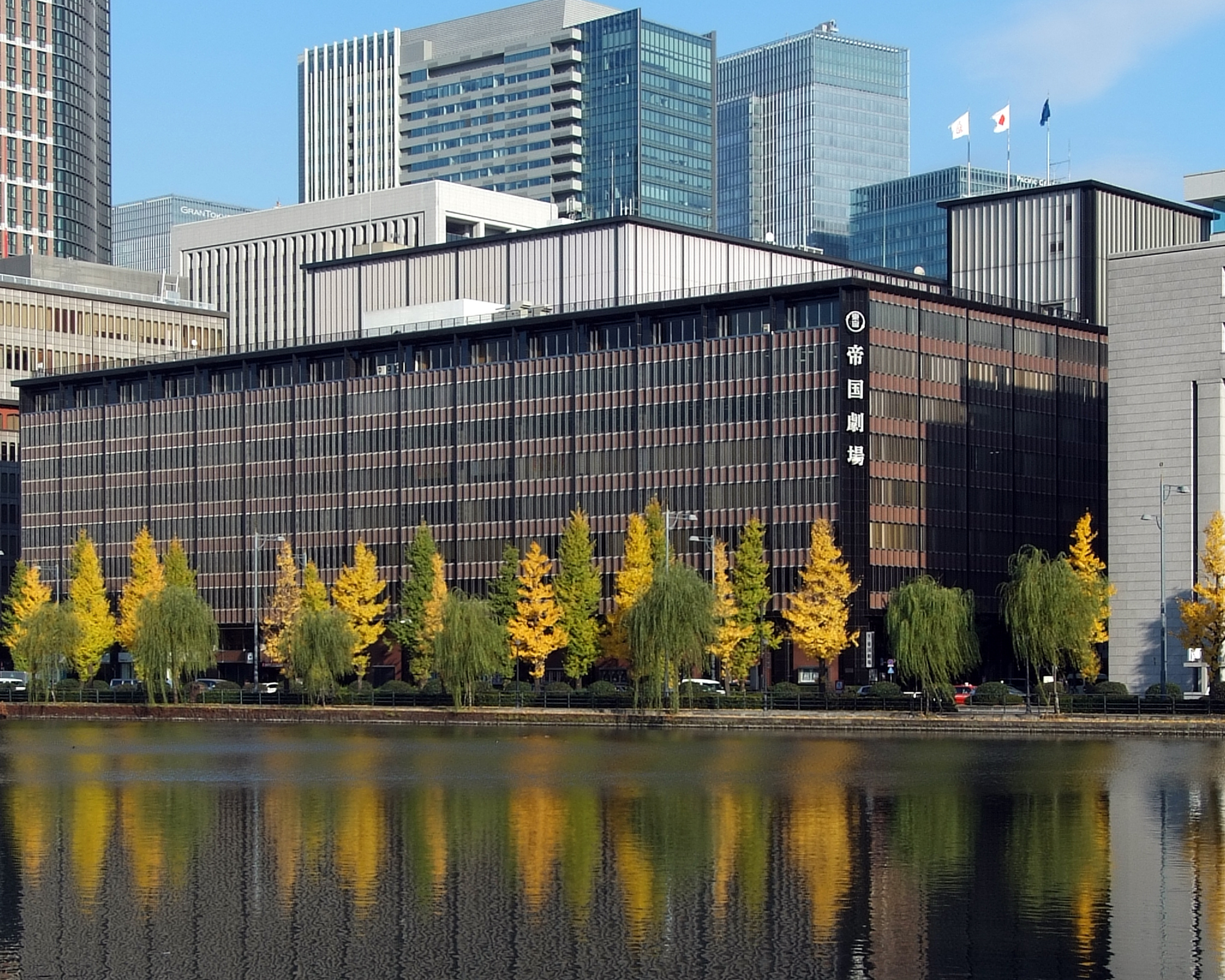
「丸の内タニタ食堂」が入る国際ビル(東京・丸の内)帝国劇場が入るビルと同じ建物に入っている。

同社の経営理念である「我々は『はかる』を通して世界の人々の健康づくりに貢献します」を自ら実践する場として、1999年に社員の健康の維持・増進を目的に東京都板橋区の本社に社員食堂をオープン。「おいしく、お腹いっぱい食べていたら、知らないうちにやせていた」をコンセプトに運営するスタイルを伝えたオンライン情報誌の取材がNHKの関係者の目にとまり、同局のテレビ番組『サラリーマンNEO』のコーナー「世界の社食から」に取り上げられ（2009年4月19日放送分）、これを見ていた大和書房の編集者からのオファーによって『体脂肪計タニタの社員食堂』(ISBN 4479920250) という書籍が発売され、これがシリーズ累計420万部発行という爆発的なヒットとなった。2013年にはこのレシピ本およびエピソードをベースとした映画『体脂肪計タニタの社員食堂』が優香主演で製作されている（ただしストーリーそのものはフィクション）。
上述の社員食堂は社員向けであり、社員・関係者以外の利用は出来ないが、2012年1月11日に上記書籍のレシピを基にしたメニューを提供する「丸の内タニタ食堂」を東京・丸の内にオープンした。1店舗当たり年間7200万円の売上モデルを構築しており、1号店の状況を見極めた上で店舗数の拡大を検討するとした。その後、関西や地方都市を含めて店舗を増やしている。
2012年6月15日には、NTT東日本関東病院のレストラン棟に2号店となる「NTT東日本関東病院タニタ食堂」をオープンした。1号店・2号店は業務提携によってライセンスを受けた飲食チェーンの「株式会社きちり」が事業を実施している。2014年には「福岡薬院タニタ食堂」（福岡市中央区薬院、学習塾などを展開する「アネムホールディングス」が運営）、「あきたタニタ食堂」（秋田市中通、フィデアホールディングス等の出資した「あきた食彩プロデュース」が運営）がオープンしているほか、北海道大学病院や住友病院、アピカルイン京都内にそれぞれ提携店舗を展開している。
なお、これらの「タニタの『社員食堂』を起点とするビジネス展開」は、2012年4月に日本マーケティング協会の選出した「第4回日本マーケティング大賞」を受賞している。
2018年には「タニタカフェ有楽町店」を出店した。

## 主な商品
- 体組成計　「Inner Scan」（インナースキャン）
- 体脂肪計
- 体重計
- 活動量計　「カロリズム」「カロリズムSMART」
- 尿糖計　「ユーチェック」
- 睡眠計　「スリープスキャン」
- クッキングスケール
- 歩数計
- 温湿度計
- 血圧計
- タイマー
- 健康管理システム（インターネットを利用した健康管理システム、サービス）
- アニマート（個別カウンセラーによる体調面の相談サービス）

## タニタ健康大賞
2004年、タニタの設立60周年記念記念事業の一環として創設された賞で、年1回、国内において健康づくりに貢献した個人や団体を選んで表彰している。
| 回 | 年     | 肩書（当時）等                                          | 受賞者                             |
| -- | ------ | ------------------------------------------------------- | ---------------------------------- |
| 01 | 2004年 | 全国ラジオ体操連盟副理事長                              | 青山敏彦                           |
| 02 | 2005年 | 日本ウオーキング協会                                    | 日本ウオーキング協会               |
| 03 | 2006年 | 日本体育協会                                            | 日本体育協会                       |
| 04 | 2007年 | 聖路加国際病院理事長                                    | 日野原重明                         |
| 05 | 2008年 | 健康都市連合 (AFHC)                                     | 健康都市連合 (AFHC)                |
| 06 | 2009年 | メタボリックシンドローム撲滅委員会                      | メタボリックシンドローム撲滅委員会 |
| 07 | 2010年 | 世界糖尿病デー実行委員会                                | 世界糖尿病デー実行委員会           |
| 08 | 2011年 | 元・東北楽天ゴールデンイーグルス （現・中日ドラゴンズ） | 山﨑武司                           |
| 09 | 2012年 | ロンドン五輪銅メダリスト                                | 寺川綾                             |
| 10 | 2013年 | 80歳でエベレスト登頂に成功した                          | 三浦雄一郎                         |
| 11 | 2014年 | 相撲健康体操の普及に努めた                              | 日本相撲協会                       |
| 12 | 2015年 | サッカー選手                                            | 澤穂希                             |
| 13 | 2016年 | レスリング                                              | 吉田沙保里                         |
| 14 | 2017年 | サッカー                                                | 中山雅史                           |
| 15 | 2018年 | スキージャンプ界のレジェンド                            | 葛西紀明                           |
| 16 | 2019年 | 読売巨人軍二軍監督                                      | 阿部慎之助                         |
| 17 | 2020年 | アニメソングのパイオニア                                | 水木一郎                           |
| 18 | 2021年 | 元プロ卓球選手                                          | 水谷隼                             |
| 19 | 2022年 | 宇宙飛行士                                              | 野口聡一                           |
| 20 | 2023年 | 2023WBC日本代表監督                                     | 栗山英樹                           |
| 21 | 2024年 | 陸上・女子やり投げ選手                                  | 北口榛花                           |

## テレビ番組
- 日経スペシャル カンブリア宮殿 "はかる"と"食べる"でニッポンを健康に！（2015年6月18日、テレビ東京）[12]
- 知られざるガリバー〜エクセレントカンパニーファイル〜（2023年11月11日、テレビ東京）[13]

## 書籍

### 関連書籍
- 『太るやせるからだの大事典 健康にスリムになる研究』（編著:タニタ体重科学研究所）（1993年5月20日、タニタ体重科学研究所出版部/かのう書房）ISBN 9784905606918
- 『完全版 ズバリやせる食事の手引き』（著者:タニタベストウェイトセンター）（1994年6月1日、かのう書房）ISBN 9784905606925
- 『変革の瞬間 赤字会社が世界のトップに』（著者:谷田大輔）（1999年6月1日、叢文社）ISBN 9784794703101
- 『量る・計る・食べるダイエット ひとり暮らしの簡単ダイエットレシピ』（編著:タニタ体重科学研究所、監修:池田義雄）（2006年8月28日、アスペクト）ISBN 9784757212992
- 『体脂肪計タニタの社員食堂 500kcalのまんぷく定食』（著者:タニタ）（2010年1月25日、大和書房）ISBN 9784479920250
- 『続・体脂肪計タニタの社員食堂 もっとおいしい500kcalのまんぷく食堂』（著者:タニタ）（2010年11月19日、大和書房）ISBN 9784479920328
- 『タニタ式カラダのひみつ 食べて健康！1定食500kcalおなかいっぱい食べて、太りにくくなる！』（著者:池田義雄）（2012年1月12日、三笠書房）ISBN 9784837924395
  - 『タニタ式カラダのひみつ 食べて健康！1定食500kcalおなかいっぱい食べて、太りにくくなる！』（著者:池田義雄）（2016年8月1日、三笠書房 知的生きかた文庫）ISBN 9784837984214
- 『タニタのロハスなダイエットのすすめ 無理せず、自然に、リバウンドなし』（著者:タニタ）（2012年4月19日、扶桑社）ISBN 9784594065836
- 『小説 体脂肪計タニタの社員食堂』（著者:田中大祐）（2013年4月25日、角川書店 角川文庫）ISBN 9784041007792
- 『マンガでわかる！タニタ式食べるダイエット ヒマン社員はもういません』（原作:田中大祐、漫画:小林裕美子、監修:タニタ）（2013年5月15日、角川書店）ISBN 9784041104583
- 『タニタはこうして世界一になった 「タニタの社員食堂」誕生秘話を交えて』（著者:谷田大輔）（2013年11月7日、講談社）ISBN 9784062186759
- 『タニタ社員食堂初代レシピ考案者の太らない7つの法則 もうダイエットは必要ありません！』（著者:後藤恭子）（2014年6月26日、学研マーケティング）ISBN 9784058002636
- 『続々・体脂肪計タニタの社員食堂 減塩なのにおいしい500kcalまんぷく定食』（著者:タニタ）（2016年3月30日、大和書房）ISBN 9784479921011
- 『タニタの働き方革命』（編著:谷田千里 タニタ）（2019年6月25日、日本経済新聞出版社）ISBN 9784532322823
- 『体脂肪計タニタ社員が毎日やってるタニタサイズ』（著者:タニタ）（2021年3月19日、講談社）ISBN 9784065214305

## グループ会社
- 株式会社タニタ秋田
- 株式会社アイヘルスケア
- 株式会社タニタフィッツミー
- 株式会社タニタヘルスリンク
- 株式会社タニタ総合研究所
- 株式会社タニタ食堂
- あんしん保険販売株式会社
- 合同会社thousandsmiles

ほか、海外会社

## 関連会社
- 株式会社タニタハウジングウェア
- 株式会社MEGWIN TV